# Вінріх Бер
Вінріх Ганс Губертус Бер (нім. Winrich Hans Hubertus Behr; 22 січня 1918, Берлін — 25 квітня 2011, Дюссельдорф) — німецький офіцер і політик, майор вермахту. Кавалер Лицарського хреста Залізного хреста.

## Біографія
Син офіцера. Учасник Польської і Французької кампанія, командир 3-ї мотоциклетної роти 3-го розвідувального дивізіону 3-ї танкової дивізії. 15 січня 1941 року дивізіон був переданий 5-й легкій дивізії, яка билась в Північній Африці. З жовтня 1942 року — 1-й ордонанс-офіцер при командувачі 6-ю армією. Учасник Сталінградської битви. Від імені Фрідріха Паулюса в січні 1943 року намагався переконати Адольфа Гітлера у його штабі в Вольфсшанце у безвихідному становищі німецьких військ, оточених у Сталінграді, і попросив у нього свободи дій для 6-ї армії, яка, однак, була не надана Гітлером. Також Беру не дозволили повернутися в Сталінград, щоб не послабити наполегливість Паулюса. Під час висадки в Нормандії служив в штабах генерал-фельдмаршалів Ервіна Роммеля і Вальтера Моделя. Учасник боїв в Нідерландах.
Після війни подав нотаріально засвідчену письмову заяву на захист принца Бернгарда Ліппе-Бестерфельдського, звинуваченого у зраді Німеччини. Переконаний прихильник європейської інтеграції. В 1950-х роках — член Вищої ради Європейської спільноти з вугілля і сталі, близький співробітник генерального секретаря ради Макса Конштамма, послідовно очолював прес-службу і керівництво кабінету віце-президента Німеччини Франца Ецеля. З 1958/59 роках — і заступник Генерального секретаря Європейської комісії в Брюсселі. Повернувшись до Німеччини, він керував різними німецькими компаніями і, серед іншого, був генеральним директором франкфуртської компанії Tenovis. В 1961/65 роках також був членом ради директорів нафтової компанії Aral у Бохумі. Учасник телесеріалу Гвідо Кноппа про Другу світову війну.

## Сім'я
В 1944 році одружився з дочкою фермера Стефані Кюне (18 лютого 1924, Нінгаген — 24 травня 2011, Дюссельдорф). В пари народились 4 дітей.

## Нагороди
- Медаль «У пам'ять 1 жовтня 1938» із застібкою «Празький град»
- Залізний хрест 2-го і 1-го класу
- Відзначений у Вермахтберіхт (29 квітня 1941)
- Лицарський хрест Залізного хреста (15 травня 1941)
- Нагрудний знак «За участь у загальних штурмових атаках»
- Срібна медаль «За військову доблесть» (Італія)
- Медаль «За італо-німецьку кампанію в Африці» (Королівство Італія)
- Нарукавна стрічка «Африка» (15 січня 1943)
- Орден «За заслуги перед Федеративною Республікою Німеччина», офіцерський хрест (1985)
- Почесний член Асоціації Жана Моне